# Cetona
Cetona – miejscowość i gmina we Włoszech, w regionie Toskania, w prowincji Siena.
Według danych na rok 2004 gminę zamieszkiwało 2855 osób, 53,9 os./km².